# Lars Malmros
Lars Åke Malmros, även kallad Pop-Lars, född 23 november 1973, är en svensk musiker och producent.
Han spelade trummor i göteborgsbandet Broder Daniel samt i Hästpojken, som han bildade tillsammans med Martin Elisson från Bad Cash Quartet. Malmros lämnade senare bandet av personliga skäl. Malmros har också tidigare spelat i Planet Caravan och Easy. Han har även producerat Bad Cash Quartets skivor Outcast och Midnight Prayer och Docenternas skiva Sverige varken ser eller hör.
Lars Malmros har arbetat som lärare i Musikproduktion på gymnasieskolan LBS i Borås fram till 2023.